# Phó hoàng hậu
Phó hoàng hậu (chữ Hán: 傅皇后; ? - 1 TCN) là Hoàng hậu của Hán Ai Đế Lưu Hân, quân chủ thứ 12 của nhà Tây Hán trong lịch sử Trung Quốc.

## Tiểu sử
Phó hoàng hậu, không rõ năm sinh cùng tên gọi, dã sử lưu truyền tên Phó Đại Quân (傅黛君), người huyện Ôn, quận Hà Nội (nay là khu vực Vũ Trắc, Hà Nam). Bà là con gái của Phó Yến (傅晏), anh em họ của Phó Chiêu nghi, sủng thiếp của Hán Nguyên Đế Lưu Thích. Sau khi Nguyên Đế băng hà, Phó Chiêu nghi cùng cùng con trai mình là Định Đào vương Lưu Khang về thực ấp Định Đào sau khi được phong Vương. Rồi khi Lưu Khang qua đời, con trai Lưu Hân kế vị tước Định Đào vương.
Khi đó, Định Đào Thái hậu Phó thị đã lựa chọn Phó thị, cháu gái cùng họ với mình để thành hôn với cháu nội Lưu Hân, Phó thị nghiễm nhiên trở thành Vương hậu của nước Định Đào. Tại Trường An, Hán Thành Đế không có con trai kế vị nên quyết định nhận tông thân làm con, theo lời Hoàng hậu Triệu Phi Yến, Thành Đế chọn cháu trai Lưu Hân làm Thái tử, Định Đào Vương hậu Phó thị nhờ vậy mà trở thành Thái tử phi.

## Hoàng hậu Đại Hán
Năm Tuy Hòa thứ 2 (7 TCN), tháng 3, Hán Thành Đế băng hà. Ngày 4 tháng 4 (âm lịch), Thái tử Lưu Hân nối ngôi, tức Hán Ai Đế. Ngày 19 tháng 5 (âm lịch), Phó thị được lập làm Hoàng hậu. Cha bà Phó Yến, được phong Khổng An hầu (孔安侯). Theo Hán thư ghi chép, Phó hoàng hậu và Hán Ai Đế không có con, cũng như không sống hòa hợp trong cung cấm. Vì thực tế, Hán Ai Đế là người đồng tính luyến ái, sủng ái mỹ nam Đổng Hiền (董賢).
Năm Nguyên Thọ thứ 2 (1 TCN), ngày 3 tháng 6 (âm lịch), Hán Ai Đế bạo băng. Dưới sự quật khởi của Thái hoàng thái hậu Vương Chính Quân, em họ của Ai Đế là Lưu Khản nối ngôi, tức Hán Bình Đế. Bà là vai vế chị dâu họ của Bình Đế, không thể tôn làm Hoàng thái hậu, do vậy được gọi là [Hiếu Ai Hoàng hậu; 孝哀皇后].
Lúc này, bà cô của Phó thị là Phó Thái hậu cũng đã quy tiên. Trước khi Hán Ai Đế lên ngôi, ngoại thích họ Vương của Vương Thái hậu nắm quyền chi phối triều đình. Khi Ai Đế đăng cơ, các ngoại thích mới phía thân tộc của ông gồm họ Phó của tổ mẫu cùng họ Đinh của mẫu thân ông nổi lên tranh chấp quyền lực khiến họ Vương phải rút đi. Nhưng lúc Ai Đế giá băng thì họ Vương nhanh chóng đoạt lại quyền hành còn họ Phó thì suy sụp. Vương Thái hậu khi đó đã nhanh chóng triệu tập cháu mình là Vương Mãng về thành Trường An làm nhiếp chính cho Hán Bình Đế. Vương Mãng lập tức thanh trừ thế lực họ Phó và họ Đinh không chút thương tiếc.
Ngày 30 tháng 7 (âm lịch) năm đó, Thái hoàng thái hậu Vương Chính Quân lệnh Tân Đô hầu Vương Mãng hạ chỉ, ép Hiếu Ai Phó hoàng hậu rời khỏi Trung cung là Trường Thu cung (長秋宮), lập tức dời bước sang Quế cung (桂宮) là một cung điện thuộc hậu cung vốn dành cho phi tần. Họ Vương còn tước đoạt đi phong hiệu của Phó Yến và cha của sủng thần Đổng Hiền là Đổng Cung (董恭). Phó Thái hậu bị giáng làm Định Đào Cung vương mẫu, còn mẫu thân của Ai Đế là Đế Thái hậu Đinh Cơ bị lột hết tước vị. Một tháng sau, Vương Mãng giáng Phó hoàng hậu cùng Hiếu Thành hoàng hậu Triệu Phi Yến làm [Thứ nhân; 庶人], ra lệnh đến canh giữ lăng mộ của phu quân, do vậy Phó thị phải đi đến Nghĩa lăng (義陵). Cùng ngày, Phó thị cùng Triệu thị đều bị ép tự sát.